# Association of European Producers of Steel for Packaging
Vous pouvez aider à l'améliorer ou bien discuter des problèmes sur sa page de discussion.
- Son admissibilité est à vérifier. Vous êtes invité à le compléter pour expliciter son admissibilité, en y apportant des sources secondaires de qualité. (Marqué depuis mai 2025)
- Il ne s’appuie pas, ou pas assez, sur des sources secondaires ou tertiaires. (Marqué depuis mai 2025)
- Il est orphelin : moins de trois articles lui sont liés. Aidez à ajouter des liens en plaçant le code [[Association of European Producers of Steel for Packaging]] dans les articles relatifs au sujet. (Marqué depuis mai 2025)

- Archive Wikiwix
- Bing
- Cairn
- DuckDuckGo
- E. Universalis
- Gallica
- Google
- G. Books
- G. News
- G. Scholar
- Persée
- Qwant
- (zh) Baidu
- (ru) Yandex
- (wd) trouver des œuvres sur Wikidata

L’Association of European Producers of Steel for Packaging (APEAL, que l’on peut traduire en français par « Association des producteurs européens d’acier pour emballage ») est une organisation internationale fondée en 1986 dans le but de représenter les quatre plus grands fournisseurs européens de produits d’emballage.